# FK Kukësi
A FK Përparimi Kukës egy albán labdarúgócsapat Kukësban, jelenleg az albán labdarúgó-bajnokság élvonalában szerepel. 
Hazai mérkőzéseiket a 10000 fő befogadására alkalmas Zeqir Ymeri Stadionban játsszák.

## Történelem
A klubot 1930. március 4-én alapították Shoqëria Sportive Kosova néven. Egészen 1953-ig nem indultak semelyik bajnokságban sem, ekkor azonban az albán harmadosztályban megkezdték szereplésüket.
1958-ban Klubi Sportiv Përparimi-ra változtatták a klub nevét. 1967-ben első nagy sikerüket érték el azzal, hogy megnyerték a harmadosztályt. 1977-ben a másodosztályt is sikerült megnyerniük, így elindulhattak a legmagasabb osztályban. Hamar kiestek, de nem sokkal később, 1982-ben ismét visszatértek az első osztályba.
2010-ben ismét nevet változtattak és a klub ekkor kapta a jelenleg is használt Futboll Klub Kukësi elnevezést.
A 2010–2011-es idény végén ugyan megnyerték a bajnokságot, de maradtak a második vonalban. A 2011–2012-es szezon végén második helyen végeztek és feljutottak az első osztályba.

## Sikerek
- Albán másodosztály: (3)

1976–1977, 1981–1982, 2010–2011
- Albán harmadosztály: (1)

1966–1967
- Albán labdarúgókupa: (2)

2016, 2019